# Stefanos Kotsolis
Stefanos Kotsolis (Atenas, Ática, Grecia, 5 de junio de 1979) es un exfutbolista de Grecia. Jugaba de portero y su último equipo fue el Panathinaikos FC de la Alpha Ethniki de Grecia.

## Clubes
| Club             | País   | Temporadas |
| ---------------- | ------ | ---------- |
| Panathinaikos FC | Grecia | 1998-2005  |
| Larissa FC       | Grecia | 2005-2009  |
| AC Omonia        | Chipre | 2009-2010  |
| Panathinaikos FC | Grecia | 2010-2017  |

- Datos: Q1724020
- Multimedia: Stefanos Kotsolis / Q1724020